# 中华凤尾蕨
中华凤尾蕨（学名：Pteris inaequalis）也称变异凤尾蕨，为凤尾蕨科凤尾蕨属下的一个变种。